# Ophiacantha aculeata
Ophiacantha aculeata är en ormstjärneart som beskrevs av Addison Emery Verrill 1885. Ophiacantha aculeata ingår i släktet Ophiacantha och familjen knotterormstjärnor. Inga underarter finns listade i Catalogue of Life.